# Basilio Martín Patino
Pour les articles homonymes, voir Martín et Patiño (homonymie).
Basilio Martín Patino est un réalisateur et scénariste espagnol, né le 29 octobre 1930 à Lumbrales (province de Salamanque) et mort le 13 août 2017 à Madrid,

## Filmographie
- 1961 : El Noveno (court-métrage)
- 1966 : Nueve cartas a Berta
- 1969 : De l'amour et d'autres sentiments (ca) (Del amor y otras soledades)
- 1971 : Canciones para después de una guerra (documentaire)
- 1973 : Queridísimos verdugos (documentaire)
- 1974 : Caudillo (documentaire)
- 1985 : Los paraísos perdidos
- 1987 : Madrid
- 1997 : Andalucía, un siglo de fascinación (mini-série)
- 2002 : Octavia (en)
- 2005 : Capea
- 2012 : Libre te quiero[3]

## Distinctions

### Récompenses
- Festival international du film de Saint-Sébastien 1966 : Coquille d'argent du meilleur premier film pour Nueve cartas a Berta

### Nominations et sélections
- Mostra de Venise 1985 : sélection officielle en compétition pour le Lion d'or pour Los paraísos perdidos
- Festival international du film de Saint-Sébastien 2002 : sélection officielle en compétition pour la Coquille d'or pour Octavia (en)